# 12 cm Luftminenwerfer M. 16
A 12 cm Luftminenwerfer M. 16 egy közepes aknavető volt, melyet az Osztrák–Magyar Monarchia használt az első világháború alatt. Fejlesztését az Ausztria Fémművek végezte Brnóban a korábbi sikertelen 8 cm-es tervezet felhasználásával. Merev hátrasiklású, simacsövű, töltését a závárzaton keresztül kellett végezni. Célzásához az egész fegyvert kellett körbeforgatni. A lövedéket a töltényűrbe kellett helyezni, amelyet aztán a megfelelő értékre növelt légnyomás repített ki a csövön keresztül. A csövet ki lehetett toldani, így megnövekedett a lőtávolság. 
Egy 1915 november 23-i értékelés szerint a fegyver túlteljesítette a már hadrendben álló német típusokat (10,5 cm Luftminenwerfer M. 15 és 15 cm Luftminenwerfer M. 15 M. E.) lőtávolságban és pontosságban is, így 1916 elején 100 darab aknavetőt és 50 000 darab aknagránátot rendeltek. 1916 végére nagyjából 280 darab szolgált a fronton, 1917 végére már 930 darab. Az Ausztria Fémműveken kívül a Brand & L'Huillier és a Brno-Köningsfeld-i gépgyár is gyártotta a típust. A gyártás során fejlesztéseket végezhettek a fegyveren, mivel a háború utolsó éveiből származó dokumentumok egy M. 16a megnevezésű típusra hivatkoznak, de az eszközölt változtatások ismeretlenek.

## Fordítás
Ez a szócikk részben vagy egészben  a(z)   12 cm Luftminenwerfer M 16 című angol Wikipédia-szócikk ezen változatának fordításán alapul.  Az eredeti cikk szerkesztőit annak laptörténete sorolja fel. Ez a jelzés csupán a megfogalmazás eredetét és a szerzői jogokat jelzi, nem szolgál a cikkben szereplő információk forrásmegjelöléseként.